# Vasco Giuseppe Bertelli
Vasco Giuseppe Bertelli (Pontedera, 23 gennaio 1924 – Firenze, 2 novembre 2013) è stato un vescovo cattolico italiano.

## Biografia
Nasce a Pontedera il 23 gennaio 1924.
Dopo gli studi presso il Seminario Arcivescovile S. Caterina di Pisa e poi presso la Pontificia Università Gregoriana a Roma, dove consegue il dottorato in Sacra Teologia, è stato ordinato presbitero il 5 aprile 1947 dall'arcivescovo Gabriele Vettori.
Dopo aver prestato servizio come parroco nelle diverse parrocchie di Pontedera, divenne proposito del Duomo della stessa città nel 1967. Il 25 maggio 1985 venne eletto vescovo di Volterra e fu consacrato il 29 giugno dello stesso anno dall'arcivescovo di Pisa Benvenuto Matteucci.
Il 23 settembre 1989 accolse nella sua diocesi la visita di papa Giovanni Paolo II.
Nel 1992 diede riconoscimento canonico all'Opera Pellegrinaggi dei Foulards Bianchi, un'organizzazione che opera a livello nazionale per l'assistenza ai pellegrinaggi verso Lourdes e verso altri santuari mariani.
Nel 1994 fu amministratore apostolico della diocesi di Massa Marittima-Piombino.
Nel decennale della sua visita papa Giovanni Paolo II indirizzò al vescovo Bertelli un messaggio.
Accolta la sua rinuncia al governo pastorale della diocesi per raggiunti limiti d'età il 18 marzo 2000, è tornato nella sua parrocchia natale di Pontedera.
Nel 2002 è stato nominato presidente del Collegamento Mariano Toscano, un'istituzione di collegamento dei gruppi mariani nell'ambito della Conferenza Episcopale toscana, e delegato per il tempo libero, lo sport, i pellegrinaggi e il turismo della stessa Conferenza Episcopale. Nel 2008 è stato riconfermato negli stessi incarichi.
È stato anche presidente dell'Associazione Italiana Santa Cecilia, un'associazione che si occupa di liturgia e di musica sacra fondata nel 1584.
Il 14 gennaio 2009 l'arcivescovo di Pisa Giovanni Paolo Benotto lo ha nominato canonico onorario del capitolo metropolitano della cattedrale primaziale pisana.
Si spegne il 2 novembre 2013 all'età di 89 anni. I funerali sono stati celebrati dall'arcivescovo metropolita Giovanni Paolo Benotto, alla presenza dell'episcopato toscano e di molti fedeli, il 4 novembre nella cattedrale di Volterra dove il corpo è stato sepolto la stessa sera.

## Genealogia episcopale
La genealogia episcopale è:
- Cardinale Scipione Rebiba
- Cardinale Giulio Antonio Santori
- Cardinale Girolamo Bernerio, O.P.
- Arcivescovo Galeazzo Sanvitale
- Cardinale Ludovico Ludovisi
- Cardinale Luigi Caetani
- Cardinale Ulderico Carpegna
- Cardinale Paluzzo Paluzzi Altieri degli Albertoni
- Papa Benedetto XIII
- Papa Benedetto XIV
- Papa Clemente XIII
- Cardinale Marcantonio Colonna
- Cardinale Giacinto Sigismondo Gerdil, B.
- Cardinale Giulio Maria della Somaglia
- Cardinale Carlo Odescalchi, S.I.
- Cardinale Costantino Patrizi Naro
- Cardinale Lucido Maria Parocchi
- Papa Pio X
- Cardinale Gaetano De Lai
- Cardinale Raffaele Carlo Rossi, O.C.D.
- Arcivescovo Gilla Vincenzo Gremigni, M.S.C.
- Vescovo Mario Longo Dorni
- Arcivescovo Benvenuto Matteucci
- Vescovo Vasco Giuseppe Bertelli